# Connaught (automobilismo)
Connaught è stata una scuderia britannica di Formula 1 negli anni cinquanta. In aggiunta all'impiego sportivo l'azienda costruì un piccolo numero di vetture sportive da strada che ebbero successo nelle competizioni a loro riservate.
Il nome Connaught (che è anche quello di una regione dell'Irlanda) deriva da Continental Autos, un'officina meccanica di Send nel Surrey specializzata in auto sportive dove le vetture venivano costruite.
Dal 2013 è anche coinvolta nella produzione di vetture stradali, e la sua prima creazione è stata la Type-D GT

## Principali piloti

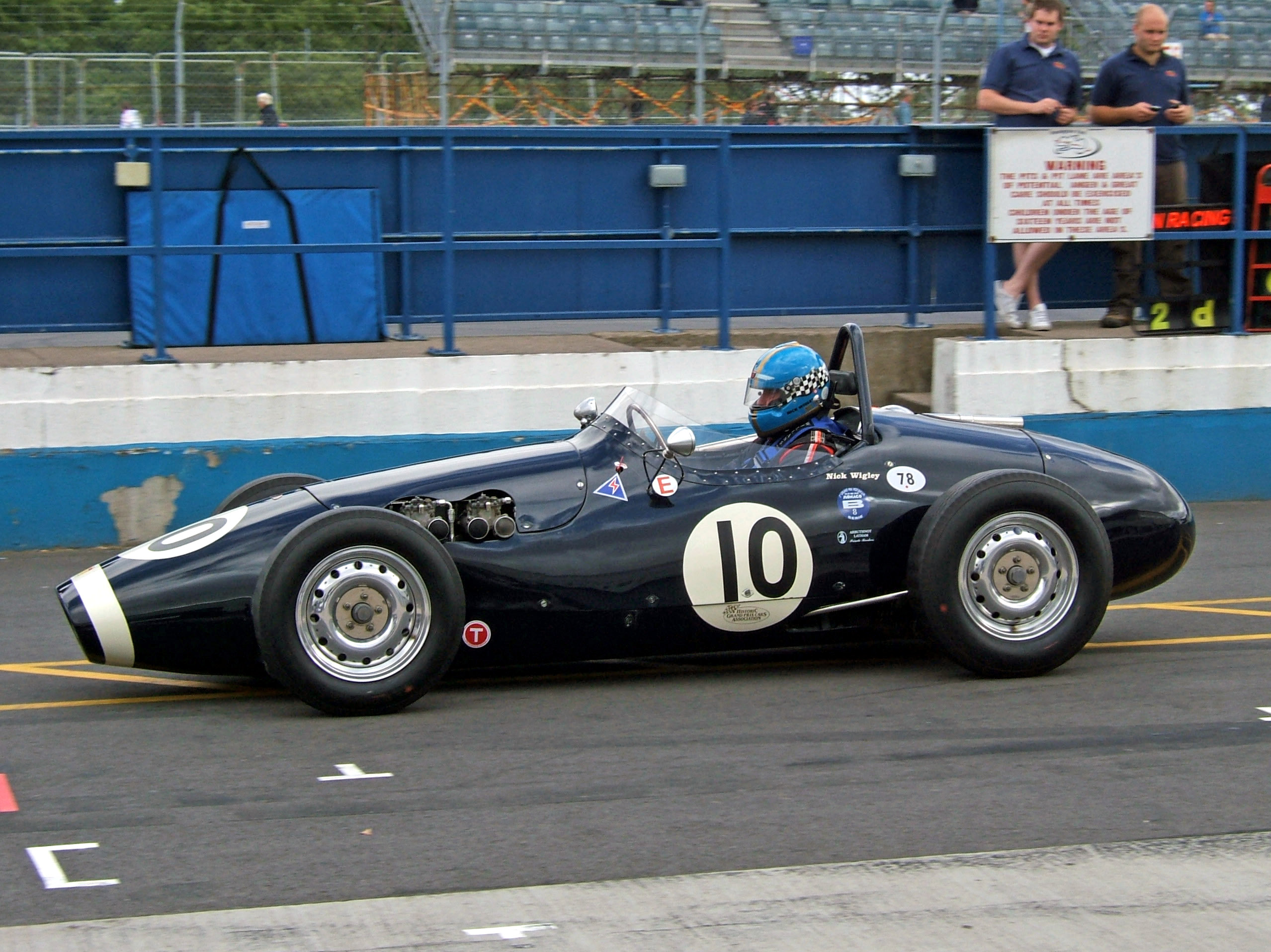
Una Connaught Type A

- Ken McAlpine (1952, 1953, 1955): 7 GP
- Roy Salvadori (1953): 5 GP
- Johnny Claes (1953): 4 GP
- Jack Fairman (1953, 1955, 1956, 1958): 4 GP